# Cerro Caichinque
Cerro Caichinque är en kulle i Chile.   Den ligger i provinsen Provincia de El Loa och regionen Región de Antofagasta, i den norra delen av landet, 1 100 km norr om huvudstaden Santiago de Chile. Toppen på Cerro Caichinque är 4 457 meter över havet, eller 435 meter över den omgivande terrängen. Bredden vid basen är 7,9 km.
Terrängen runt Cerro Caichinque är huvudsakligen kuperad. Trakten runt Cerro Caichinque är nära nog obefolkad, med mindre än två invånare per kvadratkilometer.. Det finns inga samhällen i närheten.
Trakten runt Cerro Caichinque är ofruktbar med lite eller ingen växtlighet.